# Okładzina (tenis stołowy)
Okładzina – część rakietki do tenisa stołowego mająca bezpośredni kontakt z piłeczką podczas jej uderzania. Okładzina może pokrywać jedną lub obie strony deski. 
W przypadku, gdy okładziny znajdują się na obu stronach deski, jedna z nich powinna być czarna, a druga - jasnoczerwona. Taki sam układ kolorów jest wymagany, jeśli okładzina jest nałożona jednostronnie. 
Od 21 października 2021 r. międzynarodowa federacja tenisa stołowego wprowadziła nowe kolory okładzin do tenisa stołowego. Kolory okładzin zatwierdzone przez ITTF to: różowy, fioletowy, zielony, niebieski. Dodatkowo nadal aktualne pozostają kolory czarny i czerwony.
Okładzina musi rozciągać się na całej powierzchni deski, nie wykraczając poza jej granice, z wyjątkiem części deski najbliższej uchwytu, obejmowanej palcami podczas gry. Ta cześć może pozostać niczym niepokryta lub być pokryta dowolnym materiałem.
Okładziny mogą być przymocowane do powierzchni rakietki za pomocą samoprzylepnych arkuszy, podkładów lub specjalnych klejów. 
Warstwa okładziny oraz klej na stronie, używanej do odbijania piłeczki, powinny być w każdym miejscu jednakowej grubości. Okładzina z czasem niszczeje. Wysycha, twardnieje i pęka, a co za tym idzie traci elastyczność. Na zawodach rangi krajowej czy światowej okładziny jak i całe rakietki są wnikliwie sprawdzane przez sędziów, na takich zawodach nie można grać rakietkami z popękanymi okładzinami bądź nałożonymi  na okładziny innymi substancjami.
Używane są dwa rodzaje okładzin:
1. Zwykła okładzina, czyli pojedyncza warstwa niegąbczastej gumy (naturalnej lub sztucznej), z jednej strony gładka, z drugiej strony pokryta równomiernie rozłożonymi czopkami. Gęstość czopków powinna wynosić od 10 do 50 na centymetr kwadratowy, a grubość całej okładziny wraz z klejem nie przekraczać 2 mm. Taka okładzina musi być naklejona czopkami na zewnątrz.
2. Okładzina typu sandwich. Składa się ona z wyżej opisanej zwykłej okładziny oraz z pojedynczej warstwy gąbczastej gumy (pianki). W tym przypadku czopowana guma może być przyklejona czopkami na zewnątrz lub do wewnątrz. Bezpośrednio do deski powinna być przyklejona warstwa gąbczasta, a na niej guma czopowana. Całkowita grubość takiej okładziny wraz z klejem nie może przekraczać 4 mm.

Okładzina rakietki do tenisa stołowego
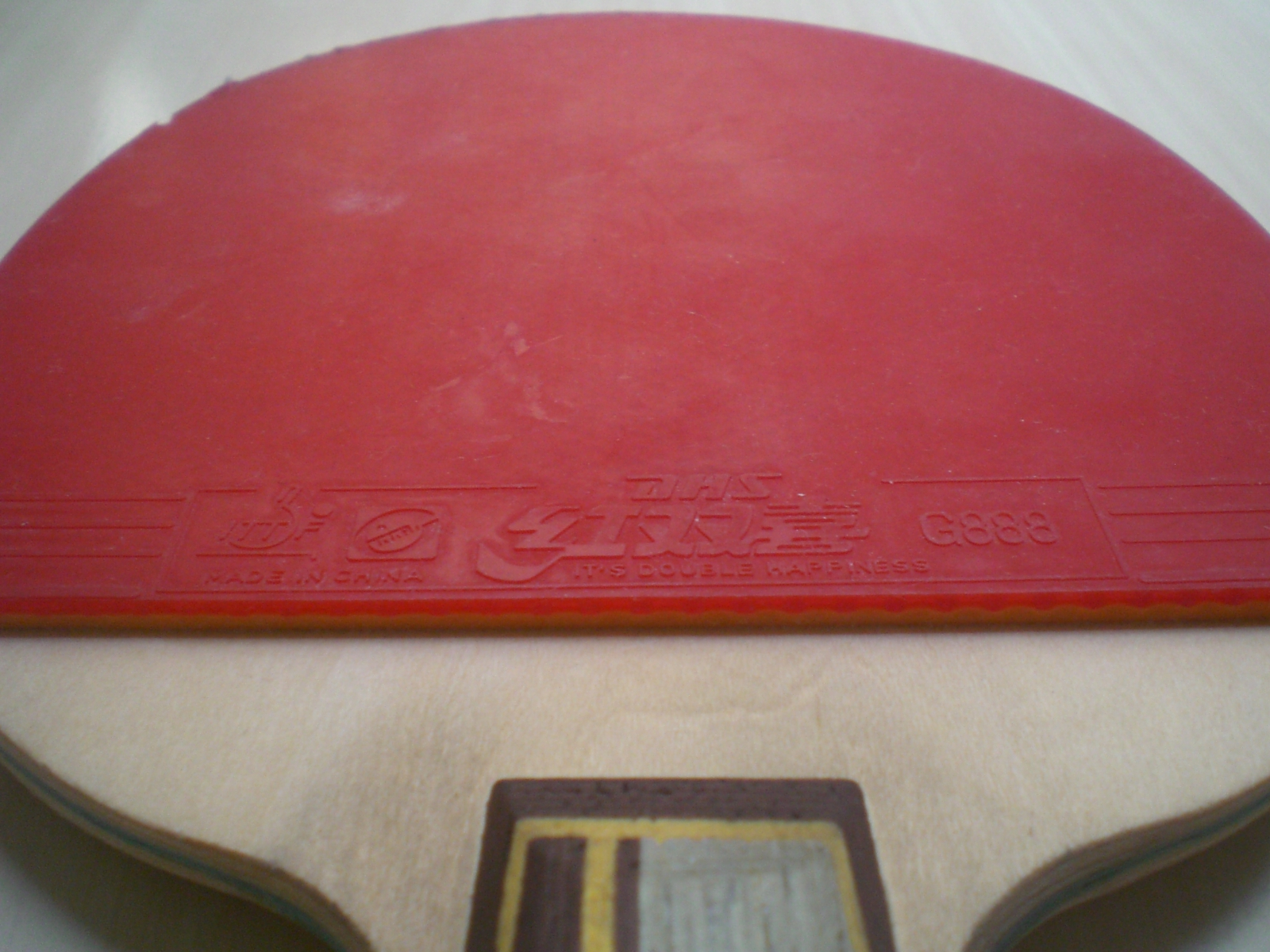
Okładzina na rakietce
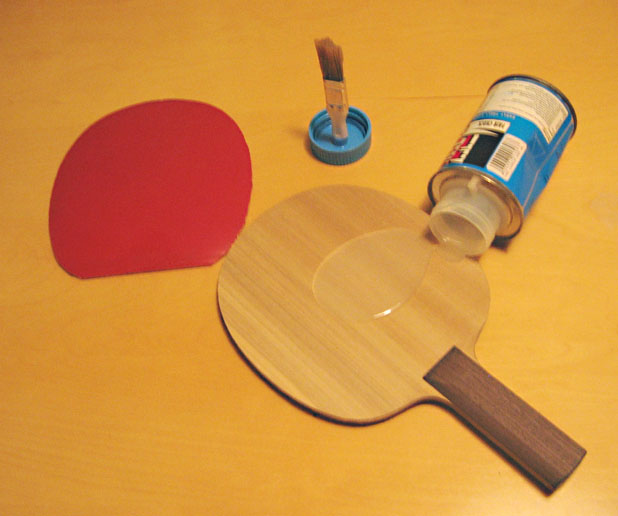
Zestaw do naklejania okładziny
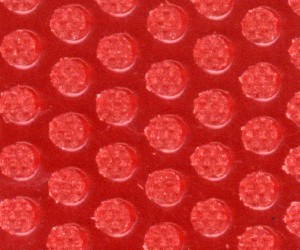
Powiększenie fragmentu okładziny
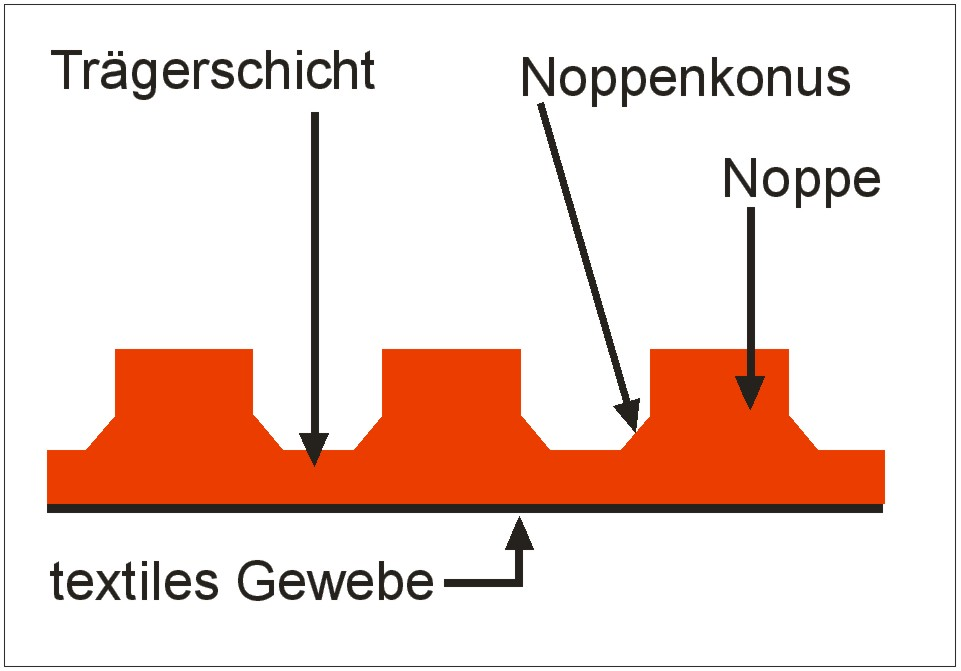
Budowa okładziny